# سوفیا گودزتیکر
سوفیا گودزتیکر (انگلیسی: Sophia Goudstikker; ۱۵ ژانویهٔ ۱۸۶۵ – ۲۰ مارس ۱۹۲۴) عکاس، حقوق زنان اهل پادشاهی هلند بود. او یکی از اولین فعالان حقوق زنان در مونیخ و شریک تجاری و همراه آنیتا آسپیورگ بود. او نخستین زن مجرد آلمانی که موفق شد مجوز سلطنتی برای عکاسی را کسب کند.